# Mramorno more
Mramorno more (na turskom, Marmara Denizi, na grčkom, Θάλασσα του Μαρμαρά ili Προποντίδα, Propontida) unutarnje je more između Europe i Azije i predstavlja dio euroazijske unutarnje granice. Ovo je more preko Dardanela povezano s Egejskim morem, a Bosporom (Carigradski prolaz) s Crnim morem. 
Od Galipolja do Izmira more je dugo 282 km i 80 km široko. U blizini obale je duboko uglavnom samo 50 m, dok je na najdubljim mjestima i više od 1300 m. Površina Mramornog mora iznosi 11 655 km², od čega 182 km² otpada na otoke. Na istoku se nalazi Izmirski zaljev, a na jugoistoku Mudanjski zaljev. Mramorno more dobilo je ime po otoku koji se u njemu nalazi i zove se Mramorni otok (u staro vrijeme Prokonnesos). Otok je dugačak 21 km i širok 10 km, a površina mu je oko 130 km². Pored poznatog bijelog mramora (otuda i porijeklo imena) na otoku se proizvodi vino, žitarice i masline.
Mramorno more služi i kao regulator količine vode kojom više velikih rijeka pune Crno more a kroz Mramorno more te vode otjeću u Sredozemno more. Razina vode u Crnom moru je viša od onoga u Egejskom, zbog čega je prisutno neprekidno strujanje pod površinom kroz sustav turskih tjesnaca.

## Naziv
Mramorno more je dobilo ime po najvećem otoku koji je smješten na njegovoj južnoj strani, nazvanom Mramorni otok jer je bogato nalazištima mramora (grčki grc. μάρμᾰρον (mármaron) "mramor").
U klasičnoj antici bio je poznat kao Propontis, od grčkih riječi pro (ispred) i pontos (more) zbog toga što su stari Grci njime plovili kako bi stigli do Crnog mora kojeg su zvali Pontos.

## Mitologija
U grčkoj mitologiji, oluja na Propontidi vratila je Argonaute na otok koji su prethodno napustili, a kojim je vladao kralj Kizik. Ne prepoznavši ih, kralj ih je zamijenio za svoje neprijatelje Pelazge pa ga je Jazon u sukobu ubio.

## Geografija i hidrologija
Površinski salinitet Mramornog mora u prosjeku iznosi oko 22 promila, što je nešto više od onog u Crnome moru, ali samo oko dvije trećine onog u većini oceana. Slično kao u Sredozemnome moru, voda je puno slanija pri dnu mora s prosječnom slanošću od oko 38 promila. Ova slana voda visoke gustoće ne diže se na površinu kao što je slučaj s Crnim morem. Dotok vode iz rijeka Susurluk, Biga (Granicus) i Gönen također smanjuju salinitet mora, iako s manjim učinkom nego što to čine velike rijeke koje se ulijevaju u Crno more. Gotovo sve ove rijeke teku iz Anatolije, osim manjih tokova iz Trakije koja otječe prema jugu.
Južna obala mora je jako razvedena i tu su smješteni najznačajniji zaljevi, Izmitski zaljev (tur. İzmit Körfezi), zaljev Gemlik (tur. Gemlik Körfezi), zaljev Bandırma (tur. Bandırma Körfezi) i Erdečki zaljev (tur. Erdek Körfezi).

### Otoci
Dvije su glavne skupine otoka u Mramornome moru. Na sjeveru se nalaze Prinčevski otoci, otočje koje čini niz naseljenih otoka Kınaliada, Burgazada, Heybeliada, Büyüyada i Sedef Adası i nekoliko nenaseljenih otoka Sivriada, Yassıada, Kaşıkadası i Tavşanadası. Naseljeni otoci lako su dostupni trajektom s europske i azijske obale Istanbula, a cijelo otočje čini dio istanbulske konurbacije.
Na jugu se nalaze Mramorni otoci, otočje koje čini istoimeni Mramorni otok i tri druga naseljena otoka Avşa, Paşalimanı i Ekinlik , te sedamnaest uglavnom nenaseljenih otoka uključujući i zatvorski otok Imralı čiji je najpoznatiji zatvorenik od 1999. bio je vođa PKK Abdullah Öcalan. Ovi otoci leže unutar pokrajine Balıkesir i najlakše su dostupni iz Tekirdağa u Trakiji ili Erdeka na južnoj obali Mramornog mora. Tijekom ljeta dodatni trajekti putuju iz središta Istanbula do otoka Avşa i Mramornog otoka kao podrška rastućem turističkom prometu.
Postoji i nekoliko pojedinačnih otoka u Mramornom moru kao što je Koç Adası kod Tuzle, koji je u privatnom vlasništvu obitelji industrijalaca Koç.

### Potresi
Sjevernoanatolski rasjed prolazi ispod Mramornog mora i njegovo je pomicanje izazvalo je nekoliko velikih potresa, poput onih u Izmitu i Düzceu u kolovozu i studenome 1999. godine. Potres iz kolovoza 1999. obično se naziva Marmarskim potresom jer je njegov epicentar bio točno ispod mora, a većina mjesta koja su bila najgore pogođena potresom i cunamijem koji je uslijedio nalazila se duž njegove obale.

## Okoliš
Tijekom oluje  u Mramornom moru 29. prosinca 1999. ruski naftni tanker Volgoneft prelomio se na dva dijela ispustivši više od 1500 tona nafte u more.
Godine 2021. obale Mramornog mora bile su unakažene morskom sluzi čiji je uzrok barem djelomično izazvan ispuštanjem neobrađenog organskog otpada u vodu.

## Opseg
Međunarodna hidrografska organizacija definira granice Mramornoga mora na sljedeći način:
Na zapadu: Granica Dardanela u Egejskom moru [crta koja spaja Kum Kale (26°11'E) i rt Heles].
Na sjeveroistoku: Crta koja spaja rt Rumili s rtom Anatoli (41°13′N).

## Galerija
- Bospor s Istanbulom u pozadini
- pogled na mramorno more iz Istanbula
- Mramorno more i otok Yassıada

## Vanjske poveznice
Sestrinski projekti
|  | Zajednički poslužitelj ima još gradiva o temi Mramorno more |